# Syméon le Nouveau Théologien
Pour les articles homonymes, voir Saint Siméon.
Syméon le Nouveau Théologien (né en 949, mort le 12 mars 1022) est un spirituel byzantin et un des trois saints (avec l'Apôtre Jean et Grégoire de Nazianze) à avoir reçu le titre de « théologien » dans l’Église orthodoxe. Il est fêté le 12 mars.
Il est révélé à l’Occident dans la collection « Sources chrétiennes » par le métropolite orthodoxe Basile Krivochéine et le père jésuite J. Paramelle.

## Éléments biographiques
La vie de Syméon nous est connue, outre les éléments autobiographiques contenus dans ses écrits, par son disciple Nicétas Stéthatos. Né en 949 à proximité de Sinope en Paphlagonie, dans une famille de petite noblesse provinciale, le futur Syméon est nommé Georges à sa naissance. Il se rend à Constantinople pour ses études et il est reçu chez un oncle, fonctionnaire impérial. À la mort de cet oncle, il tente d'entrer au monastère du Stoudion, mais il n'a alors que 14 ans. Il fait cependant la connaissance d'un moine qui deviendra son père spirituel : Syméon le Pieux ou Syméon le Studite.

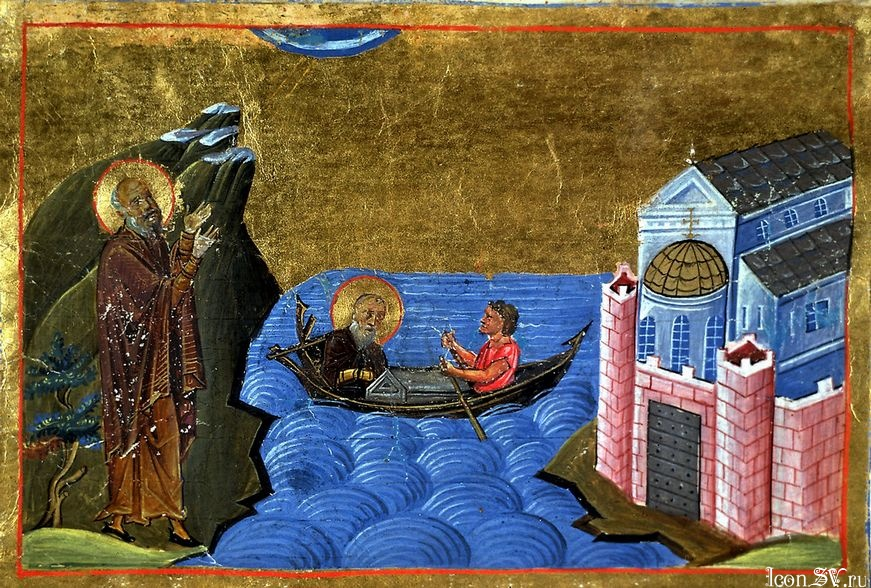
Miniature byzantine du XI représentant l'arrivée de Syméon au monastère de Stoudion, Ménologe de Basile II.

Trop jeune pour être admis, il reste "dans le monde" jusqu'en 977, où il entamera une carrière politique. 
En 976, il retourne brièvement en Paphlagonie pour régler sa situation de famille, et l'année suivante, il est enfin admis au Stoudion. L'higoumène Pierre le confie à la direction de Syméon le Pieux. Georges reçoit alors l'habit monastique et le nom de Syméon.
Un an plus tard, il entre au monastère Saint-Mammas du Xerokerkos. En 980, l'higoumène Antoine de Saint-Mammas le fait ordonner prêtre, et peu après, à la mort d'Antoine, c'est Syméon qui est désigné higoumène par le patriarche Nicolas. 
L'influence de Syméon le Pieux, qui lui avait enseigné le goût de l’expérience spirituelle personnelle porte ses fruits. Sa vie spirituelle se purifie, s’approfondit, l’amène à une communion riche, lumineuse, personnelle avec le Christ Ressuscité. C'est aussi une période d'intense activité où il doit rénover les bâtiments du monastère, rétablir la discipline monastique. C'est de cette époque que datent les Catéchèses qu'il dispensa à ses moines. Son énergie, sa force de conviction ne lui font pas que des admirateurs : il eut aussi à se défendre d'une révolte d'une trentaine de moines, que le patriarche Sisinnius envoya en exil.
Quelques années plus tard, à partir de 1003, un procès lui est intenté par le métropolite Étienne de Nicomédie sous prétexte, selon Nicétas Stéthatos, que la vénération qu'avait Syméon pour son défunt père spirituel, Syméon le Pieux, était excessive. En effet, depuis 16 ans, l'higoumène de Saint-Mammas avait introduit, à la date anniversaire du décès de son père spirituel, un "office" à Syméon, selon une pratique courante. Sous cette pression, et en accord avec le patriarche Sergius, Syméon se démet de sa charge d'higoumène en 1005. Le procès aboutit en 1009 à une condamnation de Syméon à l'exil. Arrivé à Chrysopolis, sur la rive asiatique du Bosphore, il s'installe à Paloukiton, à proximité de la chapelle de Sainte-Marine avec quelques disciples. N’écrivant plus, semble-t-il, que des hymnes et réhabilité de son vivant par le patriarche de Constantinople, il demeure néanmoins à Paloukiton, où il meurt le 12 mars 1022. L’Église se reconnaissant dans son témoignage, il est canonisé moins d’un demi-siècle après sa mort. 

## Une expérience spirituelle dans un contexte ritualiste
Au tournant de l'an mille, en Orient comme en Occident, l’Église tendait à s'identifier à une chrétienté d'Empire. Les rites devenaient ritualisme, l'expérience spirituelle se raréfiait. Alors qu'une soif de spiritualité allait secouer l'Europe sous la forme des mouvements contestataires cathares et bogomiles, au sein même d'un monastère de Constantinople, Syméon et ses disciples portèrent témoignage dans l’Église de la liberté prophétique et de l’expérience de l’Esprit. Quoique l'ordre hiérarchique soit, selon lui, une réalité nécessaire de l'Église, il ne lui confère pas pour autant, et en tant que telle, une autorité ; l'enseignement est réservé aux spirituels, qu'ils soient évêques, prêtres ou laïcs, moines ou non.

## Sa théologie mystique

### La vision de la lumière incréée
La théologie mystique de Syméon est une théologie de la Lumière incréée déjà enseignée par son Père spirituel et Paul de Latros. Ici encore, la théologie orientale de la Lumière qui se développe jusqu'à Gemiste Pléthon ne peut pas ne pas être rapprochée de la théosophie orientale de Sohrawardi et sa fameuse Lumière de Gloire. Mais aucune comparaison systématique n'a encore été tentée. En tous cas, à partir de Syméon, la vision de la Lumière incréée sera au centre de toute la théologie mystique byzantine. C'est une théologie intégralement visionnaire. Elle ne doit rien aux sciences profanes, à la spéculation intellectuelle, à la connaissance rationnelle. En ce sens la théologie mystique de Syméon est une vraie nouveauté. C'est peut-être la toute première doctrine purement mystique de toute la chrétienté.

### La paternité spirituelle
Le point de départ de cette théologie est la découverte de la paternité spirituelle, directement inspirée par le Saint-Esprit. Ce genre d'inspiration personnelle ne manqua pas de choquer les autorités religieuses, soucieuses de leurs prérogatives. La paternité spirituelle, à l'opposé de tout autoritarisme, repose entièrement sur la liberté de choix, la confiance et l'amour réciproque qui lie le père à ses fils dans l'esprit.

### Le don des larmes
Syméon n'en renonce pas pour autant à l'ascèse. Si la vision est bien un don du saint Esprit, la purification de l'âme reste nécessaire. Ascèse des sens, des passions. Si les passions ne sont pas combattues, l'union avec Dieu est impossible. L'ascèse entraîne le repentir et le repentir l'affliction. C'est la conversion de l'âme se reconnaissant pécheresse. Si le moyen de l'ascèse est le jeûne, l'expression du repentir sont les larmes. Syméon évoque souvent les larmes spirituelles comme « voie nécessaire de la purification du cœur et, par là, de la vision de Dieu et de l'union avec lui ». Mais les larmes sont un don accordé par Dieu à ceux qui le recherchent sincèrement. C'est le don des larmes qui finit par extirper les passions du cœur. Les larmes sont donc indispensables à la componction. « Les larmes purifient le cœur et font disparaître les grands péchés ». Ce sont elles qui fertilisent notre cœur et le rendent apte à recueillir les fruits de l'esprit.

### L'anticipation de la vie éternelle
Cette anticipation terrestre de la vie éternelle, qui est un des thèmes de prédilection de Syméon, n'allait pas sans provoquer des tensions. Que chacun puisse dès maintenant recevoir la Lumière incréée du Saint-Esprit, participation anticipée à la gloire éternelle des saints en scandalisait plus d'un qui reprochaient à Syméon de trop livrer les secrets d'une expérience à laquelle eux-mêmes ne participaient pas. Pourtant, Syméon considérait cette expérience comme normale. Loin de se limiter aux seuls moines, Elle s'adresse à tous, y compris à " ceux qui vivent au milieu du monde ". Pour lui, tout homme peut vivre l’expérience de Dieu. Il ne s'agit pas de quelque chose d'exceptionnel, chacun devant « être mû par l'Esprit Divin et ressentir sa présence d'une manière perceptible à la conscience... au même titre que les Apôtres du Christ ». Les dons de la Vie Éternelle commencent donc maintenant. S'il fallait attendre la mort pour en jouir, la condition de l'homme après sa conversion serait pire qu'avant : il ne lui resterait plus qu'une vie sensible crucifiée, s'il lui est impossible d'accéder ici même à la vision de la Lumière incréée. Pis encore, si nous refusons les dons du Saint-Esprit dans cette vie, nous prenons le risque de les refuser à tout jamais, avant comme après la mort, éternellement.
D'autre part, la réception de la Lumière divine transfiguratrice, quoiqu'elle se fasse au-delà du sensible, de l'intelligible, du nous (νοῦς) même, finit néanmoins par envahir l'être entier, pénétrant sa chair, ses membres, son corps, préfigurant ainsi la transfiguration du Christ déifié dans sa chair. Cette expérience n'est donc qu'une préparation à la Parousie intégrale et à la grâce immense qu'elle répand dans tout le cosmos.

### La transfiguration des sacrements
C'est dans cette vaste perspective que l’Esprit repose sur l’Église comme corps sacramentel du Christ. Pour être pleinement vécu, le baptême doit être actualisé par une expérience consciente dans l’Esprit ; il en est de même pour l’Eucharistie. L'Eucharistie est une véritable communion au corps déifié du Christ. Ce n'est plus seulement le pain et le vin que le communiant reçoit, mais le feu divin lui-même. L'homme qui brûle de ce feu divin est comme le buisson ardent. Il brille et brûle mais ne se consume pas.
D'après de nombreux témoignages, Syméon était lui-même ce qu'il enseignait.

## Ses œuvres

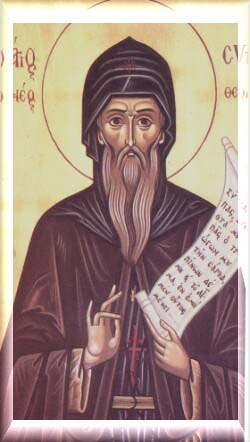
Syméon le Nouveau Théologien, icône orthodoxe.

Fort de son expérience spirituelle, Syméon se sent tenu de faire rayonner la lumière. Il va devenir écrivain, poète. Il écrit ainsi, outre les Catéchèses, des Traités théologiques et éthique, des Chapitres théologiques gnostiques et pratiques, des Lettres et des Hymnes, où, fait exceptionnel en Orient, il multiplie les données autobiographiques, non par complaisance, mais pour le partage.
Tous ces textes sont accessibles en français dans la collection Sources chrétiennes.

### Écrits
Saint Syméon, surnommé « le Théologien » à l'instar de Jean l'évangéliste, fut moine et higoumène à Constantinople.
- Commentaire selon Jean (Jn 5, 31-47)

Scrutez les Écritures

« Ne vous trompez pas, ô mes frères : qu'il n'y ait pas de péché qui vous paraisse petit et que, sous prétexte qu'il ne cause pas un tel dommage à notre âme, nous traiterions par le mépris ; entre un petit péché et un grand, les serviteurs reconnaissants ne font pas la différence et, n'auraient-ils succombé qu'en regard, ou en pensée, ou en parole, ils sont dans les dispositions de quelqu'un qui a déchu de la charité de Dieu, et je suis convaincu que c'est vrai.

Nous avons donc besoin de beaucoup de zèle, de beaucoup scrutez les Écritures. Car l'avantage qu'elles nous procurent, le Sauveur le montrait en ces termes : Scrutez les Écritures.

Scrutez et, avec beaucoup d’exactitude et de foi, conservez ce qu'elles disent, et ainsi, sachant exactement par les divines Écritures la volonté de Dieu, vous pourrez sans broncher discerner le bon du mauvais, au lieu de prêter l'oreille à tout esprit et d'être ballottés par des pensées nocives.
Soyez assurés, mes frères, que rien n'est aussi favorable à notre salut que de suivre des divines prescriptions du Sauveur. Néanmoins, il nous faut beaucoup de larmes, beaucoup de crainte, beaucoup de patience et de prière insistante pour que nous soit révélée la portée d'un seul mot du Maître, et qu'ainsi nous connaissions le grand mystère caché dans les moindres paroles et que nous exposions nos vies, jusqu'à la mort, pour un seul trait des commandements de Dieu. »

— St Syméon le Nouveau Théologien. Catéchèse 3, trad. J. Paramelle, Paris, Cerf, coll. « Sources Chrétiennes » 96, 2006, p. 301-305.
- Commentaire selon Jean (Jn 16, 23-28)

Dès maintenant

« Seigneur, je te rends grâce de ce que tu as comblé toutes demandes et mes désirs, pour mon bien, selon tes promesses faites à nous tes serviteurs, et qu'au-delà de ce que j'espérais et désirais, tu m'as gratifié davantage encore, moi indigne du ciel et de la terre ; car tu as dit : « Tout ce que vous demanderez en mon nom avec foi, vous le recevrez. »
Je me figurais croire parfaitement en toi, je m'imaginais posséder tout ce dont tu gratifies ceux qui te craignent, alors que je ne possédais rien du tout, comme plus tard je l'ai appris par les faits. Par où ai-je pu connaître, Maître, que toi, invisible et incirconscriptible, tu est vu et circonscrit au-dedans de nous ? Comment aurais-je jamais pu concevoir l'idée que toi, le Maître qui as créé l'univers, tu t'unis aux hommes que tu as toi-même façonnés, que tu les rends porteurs de Dieu et en fais tes fils ? De quelle façon aurais-je pu savoir que quiconque croit en toi devient membre de toi, faisant par la grâce resplendir la divinité – qui donc le croira ? – et deviendra bienheureux, devenu membre bienheureux du Dieu bienheureux ?

Car en entendant dire cela par tes hérauts, c'est seulement, supposais-je, dans le monde futur et après la résurrection que cela arrive, et je ne savais pas que c'est dès maintenant que cela s'accomplit, d'autant plus que nous en ressentons un plus grand besoin. »

— St Syméon le Nouveau Théologien. Action de grâces 1, 14-70, trad. J. Paramelle, Paris, Cerf, 1965, coll. « Sources chrétiennes » 113, p. 307-311.

## Hymne
Saint Syméon que les Byzantins appellent le Nouveau Théologien, fut à Constantinople supérieur du monastère Saint-Mammas du Xerokerkos.
Seigneur et fils de David
| Tu réalises maintenant en nous les redoutables merveilles que nous apprenons être arrivées jadis dans la maison de David, à notre émerveillement ! Lesquelles ? Les voici : la maison de David, c'est nous, car nous sommes de sa race, puisque toi-même, créateur de l'univers, tu es devenu son fils, à lui, et nous tes fils selon la grâce. Tu es de notre race par la chair, nous de la tienne par la divinité, puisque, en prenant notre chair, tu nous as donné ton Esprit divin et, tous ensemble, nous sommes devenus l'unique maison de David, par ce qui n'appartient qu'à toi, par notre communauté de race avec toi. Tu es donc, toi, Seigneur de David dans l'Esprit, mais nous, tous, nous sommes enfants de David, nous, ta divine semence ! Et quand nous nous réunissons, nous devenons une seule famille, c'est-à-dire que tous nous sommes de même race, tous nous sommes frères. Comment ne pas trembler devant cette merveille ? Qui pourrait sans frissonner si peu que ce soit, la concevoir et l'accueillir : tu es avec nous, maintenant et pour les siècles, de chacun tu fais ta maison et tu habites en tous et tu deviens notre maison à tous et en toi nous habitons – Hymne 15, v. 115-133, trad. J. Paramelle (SC 156, Cerf, 1969, p. 287-289) |

### Ouvrages de Syméon le Nouveau Théologien traduits en français
- Macaire de Scété et Syméon le Nouveau Théologien, Philocalie des Pères Neptiques, Fascicule 5 : Macaire l’Égyptien (150 chapitres métaphrasés), Syméon le nouveau théologien (Chapitres pratiques et théologiques) : Introductions et traduction de Jacques Touraille, Abbaye de Bellefontaine, 1984, 152 p. (ASIN B01HPOFVI4)
- Catéchèses, Cerf, coll. "Sources chrétiennes", t. 1 : catéchèses 1-5, t. 2 : catéchèses 6-22, t. 3 : catéchèses 23-24, 1963-1965.
  - SC 96 Catéchèses, I : catéchèses 1-5, Les éditions du Cerf, coll. « Sources chrétiennes », 2006, 473 p. (ISBN 978-2-204-08183-2)
  - Catéchèses, tome 2, Les éditions du Cerf, coll. « Sources chrétiennes », 1976, 380 p. (ISBN 978-2-204-03376-3)
- Chapitres théologiques, gnostiques et pratiques, Les éditions du Cerf, coll. « Réimpression de la 2e éd. (avec additions et corr.) », 1996, 219 p. (ISBN 978-2-204-05393-8)
- Hymnes, tome 1, Les éditions du Cerf, coll. « Sources chrétiennes », 1976, 301 p. (ISBN 978-2-204-03552-1)
  - Hymnes, tome 2, Les éditions du Cerf, coll. « Sources chrétiennes », 1976, 499 p. (ISBN 978-2-204-03553-8)
  - Hymnes, tome 3, Les éditions du Cerf, coll. « Sources chrétiennes », 1973, 402 p. (ASIN B00KY1UZQO)
- Traités théologiques et éthiques, Cerf, coll. « Sources chrétiennes », t. 1 : traités théologiques 1-3, traités éthiques 1-3, 1976, 441 p.  (ISBN 978-2204038812) ; t. 2 : traités éthiques 4-15, 1976, 519 p.  (ISBN 978-2204038829)
- Prière mystique (trad. du grec ancien), Paris, Les éditions du Cerf, coll. « Trésors christianisme », 2008, 119 p. (ISBN 978-2-204-08752-0)

Autres langues
- (en) The First-Created Man : Seven Homilies by St. Symeon the New Theologian, Saint Herman of Alaska Brotherhood, coll. « 2nd ed. », 2007, 121 p. (ISBN 978-0-938635-11-6)
- (en) Divine Eros : Hymns of Saint Symeon the New Theologian, St Vladimir's Seminary Press,U.S., coll. « St. Vladimir's Seminary Press Popular Patristics », 2010, 419 p. (ISBN 978-0-88141-349-6)

### Études sur Syméon le Nouveau Théologien
- Archevêque Basile Krivochéine, Dans la lumière du Christ, Chevetogne, coll. « Témoins de l'Église indivise », 1980 (ASIN B008F5FG7O)
- Nicétas Stéthatos, Un grand mystique byzantin. Vie de Syméon le Nouveau Théologien (XIe siècle), trad.  I. Hausherr et G. Horn, 1928 (ASIN B001D4THYC)
- St. Symeon the New Theologian and spiritual fatherhood, E. J. Brill, Leyde, 1990, XVI-257 p.
- (en) Nicétas Stéthatos et Richard P. H. Greenfield, The Life of Saint Symeon the New Theologian, Cambridge (Mass.), Harvard University Press, coll. « Dumbarton Oaks Medieval Library », 2013, 448 p. (ISBN 978-0-674-05798-2)